# William Haynes-Smith
Sir William Frederick Haynes-Smith KCMG (* 26. Juni 1839 in Blackheath, London; † 18. Dezember 1928 in Bradford-on-Avon, Wiltshire) war ein englischer Kolonialverwalter im Britischen Weltreich. Nach einem Posten als Generalstaatsanwalt von Britisch-Guayana war er als Verwalter (Administrator) und später Gouverneur mehrerer Kolonien tätig. Sein wohl prominentester Posten war der des Hochkommissars für Zypern (1898–1904). Haynes-Smith war Teil der britischen Kolonialverwaltung während einer Zeit, in der Großbritannien seine globale Macht durch Verwaltungsreformen, Infrastrukturentwicklung und Diplomatie festigte.

## Frühes Leben
Haynes-Smith wurde am 26. Juni 1839 in Blackheath geboren. Er war der fünfte Sohn von John Lucie Smith L.L.D. und Martha Bean. Er war der Onkel von Alfred Lucie-Smith, ebenfalls ein Kolonialrichter, der zunächst Rose Alice Emerentiana Aves und später Meta Mary Ross (eine Tochter von David Palmer Ross) heiratete.

## Karriere
Er wurde 1863 vom Middle Temple als Anwalt zugelassen und kurz darauf als Solicitor General nach Britisch-Guayana entsandt. 1874 wurde er zum Attorney General von Britisch-Guayana ernannt und hatte dieses Amt bis 1888 inne. Im Jahr 1884 amtierte er vorübergehend als Gouverneur von Britisch-Guayana, vertretungsweise für Henry Turner Irving.
Im November 1888 wurde er zum Gouverneur der Leeward Islands ernannt und diente bis 1895. Danach folgte seine Versetzung auf die Bahamas, wo er von 1895 bis 1898 als Gouverneur wirkte. Von 1898 bis 1904 diente er als Hochkommissar von Zypern. In dieser Funktion war er oberster Vertreter der britischen Krone auf der damals unter britischem Protektorat stehenden Insel.
Er wurde 1887 als Companion des Order of St Michael and St George ausgezeichnet und 1890 zum Knight Commander desselben Ordens erhoben.

## Privatleben

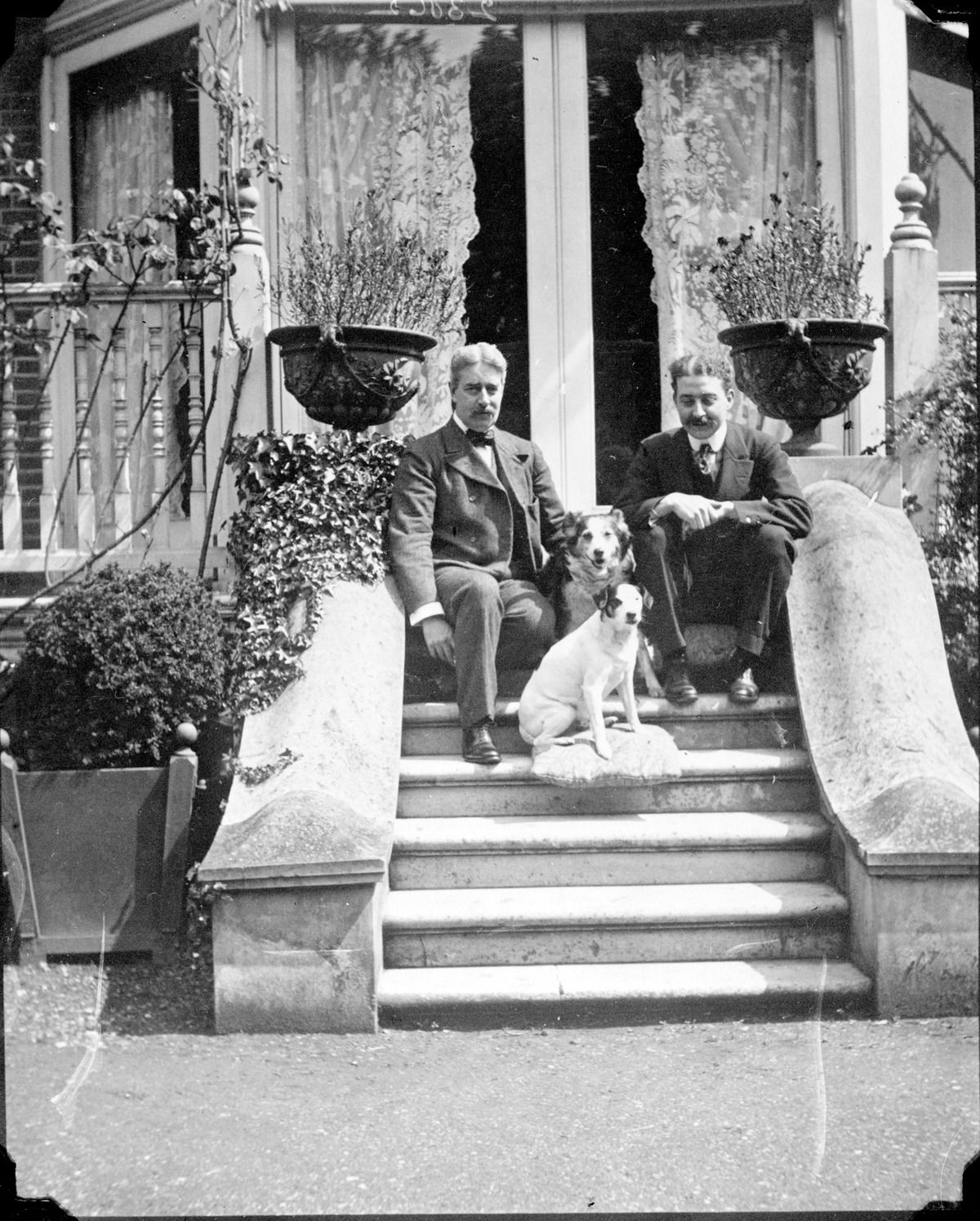
Fotografie von seinem Sohn William Haynes-Smith und dessen Partner Howard O. Sturgis auf den Stufen von Queenʼs Acres, Windsor, vor 1920.

Im Jahr 1867 heiratete er Ellen Parkinson White (1838–1923) in Tunbridge Wells. Ellen war eine Tochter des in England geborenen James Thomas White (Sohn von Andrew White FRCS) und Anne Gordon Hubbard (Tochter von John Hubbard und Jane (geb. Parkinson) Hubbard). Gemeinsam hatten sie einen Sohn und eine Tochter:
- William Haynes-Smith (1871–1937), der Lebenspartner des Schriftstellers Howard O. Sturgis war, bis zu dessen Tod 1920.[11] Im Jahr 1924 heiratete er Alice Maud Russell Sturgis (1868–1964), Tochter des amerikanischen Architekten John Hubbard Sturgis und Nichte seines verstorbenen Partners.[12][13]
- Anne Haynes-Smith (1870–1963), die den Konteradmiral Edward Cecil Villiers heiratete, Sohn von Rev. Charles Villiers und Florence Mary Tyssen-Amherst.[14]

1920 kaufte er Brandon Park in Suffolk. Er starb am 18. Dezember 1928 in Turleigh Mill bei Bradford-on-Avon, Wiltshire.